# Dubiya
Dubiya (nep. डुबिया) – gaun wikas samiti w zachodniej części Nepalu w strefie Lumbini w dystrykcie Kapilvastu. Według nepalskiego spisu powszechnego z 2001 roku liczył on 704 gospodarstw domowych i 4443 mieszkańców (2305 kobiet i 2138 mężczyzn).